# Heneage Finch, I conte di Nottingham
Heneage Finch, I conte di Nottingham (23 dicembre 1621 – Londra, 1682), fu Lord Cancelliere d'Inghilterra.

## Biografia
Discendeva dall'antica famiglia dei conti di Winchilsea, molti dei cui membri avevano raggiunto grande eminenza nel campo del diritto, ed era il figlio maggiore di Sir Heneage Finch e della sua prima moglie Frances Bell, figlia di Sir Edmond Bell di Beaupre Hall, Norfolk.
Nei registri della Oxford University è indicato come nato nel Kent e probabilmente nacque a Eastwell in quella contea. Venne educato a Westminster ed alla Christ Church di Oxford, dove rimase fino a quando divenne membro dell'Inner Temple nel 1638. Divenne avvocato nel 1645 ottenendo presto ottimi risultati economici.
Sposò Elizabeth Harvey, figlia di William Harvey, il 30 luglio 1646. Fu membro della Convention Parliament dell'aprile 1660 e subito dopo venne nominato Solicitor General e creato baronetto il giorno successivo al suo cavalierato. Nel maggio dell'anno seguente venne scelto come rappresentante dell'Università di Oxford nel Parlamento inglese e nel 1665 l'università lo nominò D.C.L.. Nel 1670 divenne Attorney General e nel 1675 Lord Cancelliere. Venne creato Barone Finch nel gennaio 1673 e conte di Nottingham nel maggio 1681.
Morì in Great Queen Street, a Londra, un anno dopo e venne tumulato nella chiesa di Ravenstone in Bucks. Suo figlio Daniel ne ereditò il titolo e venne poi insignito del titolo di conte di Winchilsea.
I suoi contemporanei, di entrambe le parti politiche, furono concordi nel professargli la loro stima più sincera per la sua integrità, la moderazione e l'eloquenza, mentre la sua abilità di avvocato è sufficientemente attestata dal fatto che egli è ancora considerato il padre dell'equità. Il suo contributo più importante è stato The Statute of Frauds. Mentre era procuratore generale sovraintendette all'edizione di Sir Henry Hobart's Reports (1671). Pubblicò inoltre Several Speeches and Discourses in the Tryal of the Judges of King Charles 1. (1660); Speeches to both Houses of Parliament (1679); Speech at the Sentence of Visconte Stafford (1680). Lasciò Chancery Reports in MS. e note su Coke's Institutes.